# Convento e chiesa di Santa Maria a Ripa (Empoli)
Il convento di Santa Maria a Ripa si trova nel comune di Empoli, in provincia di Firenze, diocesi della medesima città.
Questo complesso ecclesiastico nella periferia ovest di Empoli era, così chiamato perché situato lungo l'antica "via Ripa" che, costeggiando appunto la ripa d'Arno, si raccordava alla via Lucchese. Oggi la località si chiama  Empoli Vecchio/Santa Maria, e la chiesa si trova in corrispondenza del trivio formato da via della Repubblica, via Livornese e via Lucchese, le cui diramazioni permettevano in antico di raggiungere velocemente le città di Pisa e Lucca: una posizione dunque altamente strategica. 

## Storia

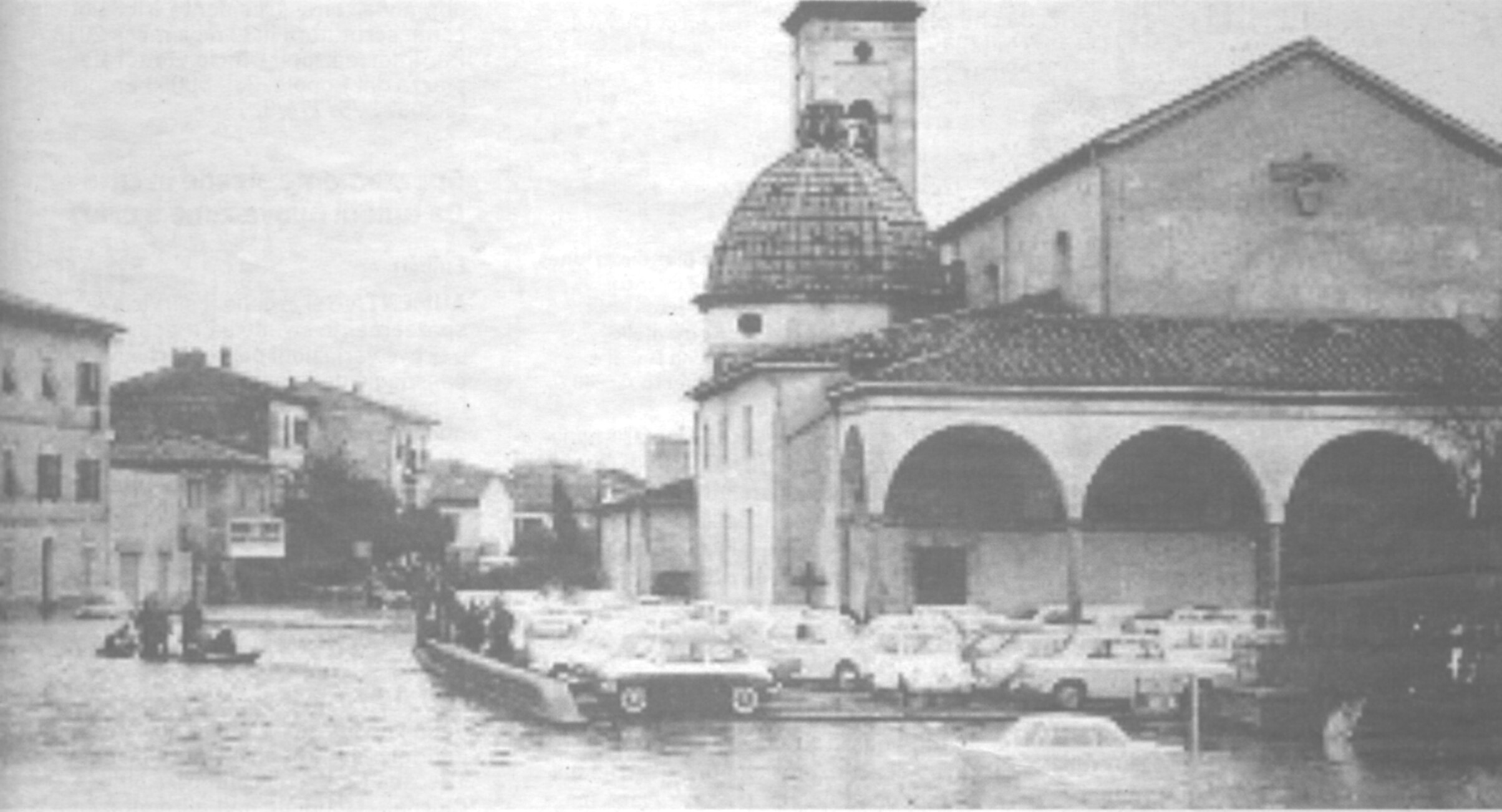
Il convento durante l'alluvione del 1966

Le prime notizie, nel XII secolo, citano una chiesa parrocchiale dedicata a Maria nel popolo di Ripa, a non più di trecento metri dal Castello di Empoli (Empoli Vecchio).
Nel documento della contessa Emilia Guidi del 1109 la chiesa ha il solo titolo di Santa Maria così come nella bolla papale del 1192 di Celestino III; nella bolla papale del 1258 di Alessandro IV è indicata come Santa Maria in Castello mentre nelle decime ecclesiastiche del 1276-1277 e del 1295-1304 la si trova nomata come Santa Maria a Empoli Vecchio.
La ricca famiglia Adimari di Firenze nel 1483 (che soggiornava stagionalmente a Empoli fin dall'inizio del XV secolo), previa autorizzazione di papa Sisto IV, fece un atto di donazione con la quale cedette i propri diritti sull'edificio e sul territorio circostante  ai Frati Minori Osservanti dell'Ordine francescano, provenienti probabilmente dal convento di Fiesole. Nello stesso anno si insediarono i frati e venne dato un nuovo nome alla chiesa: Santa Maria delle Grazie.

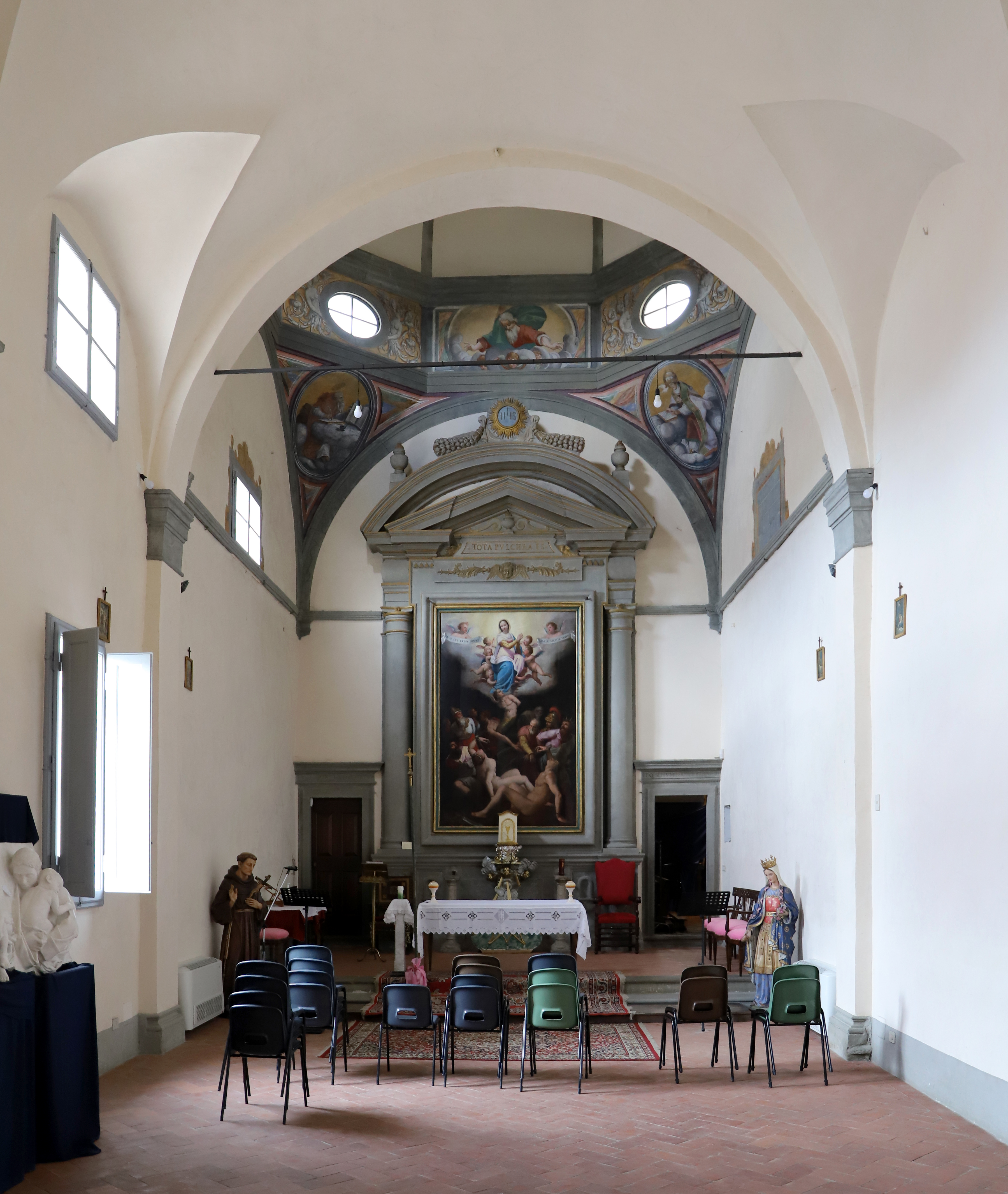
L'oratorio della Compagnia

I lavori, curati dai Francescani ed eseguiti dal maestro muratore Simone di Mariotto da Settignano, iniziarono nel 1484 e dovettero essere conclusi già nel 1510, poiché a quella data venne tumulato in quella chiesa il beato Bartolomeo Magi d'Anghiari.
La consacrazione ufficiale avvenne l'11 luglio 1540 da parte del vescovo di Cuneo Bonaventura Dalmata, suffraganeo della diocesi di Lucca per Francesco Riario Sforza. Il lungo ritardo nella consacrazione può essere dipeso dal lento risolversi delle controversie tra i frati e presbiteri della collegiata riguardo all'effettiva cura delle anime della parrocchia. 
Nel corso della prima metà del Seicento gli altari, compreso quello maggiore, furono rifatti secondo i dettami del Concilio di Trento.

## Descrizione

### Il loggiato

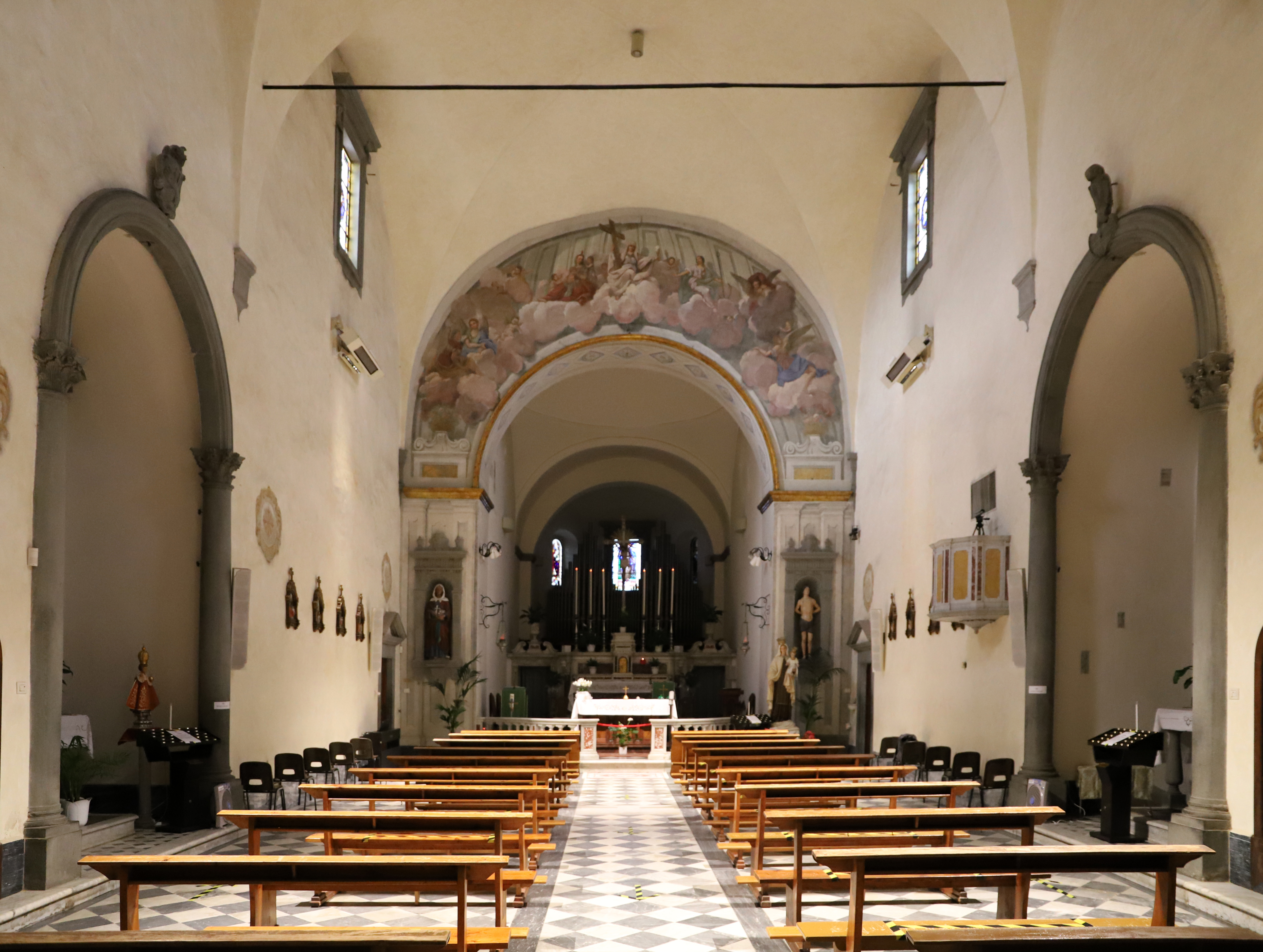
Interno della chiesa

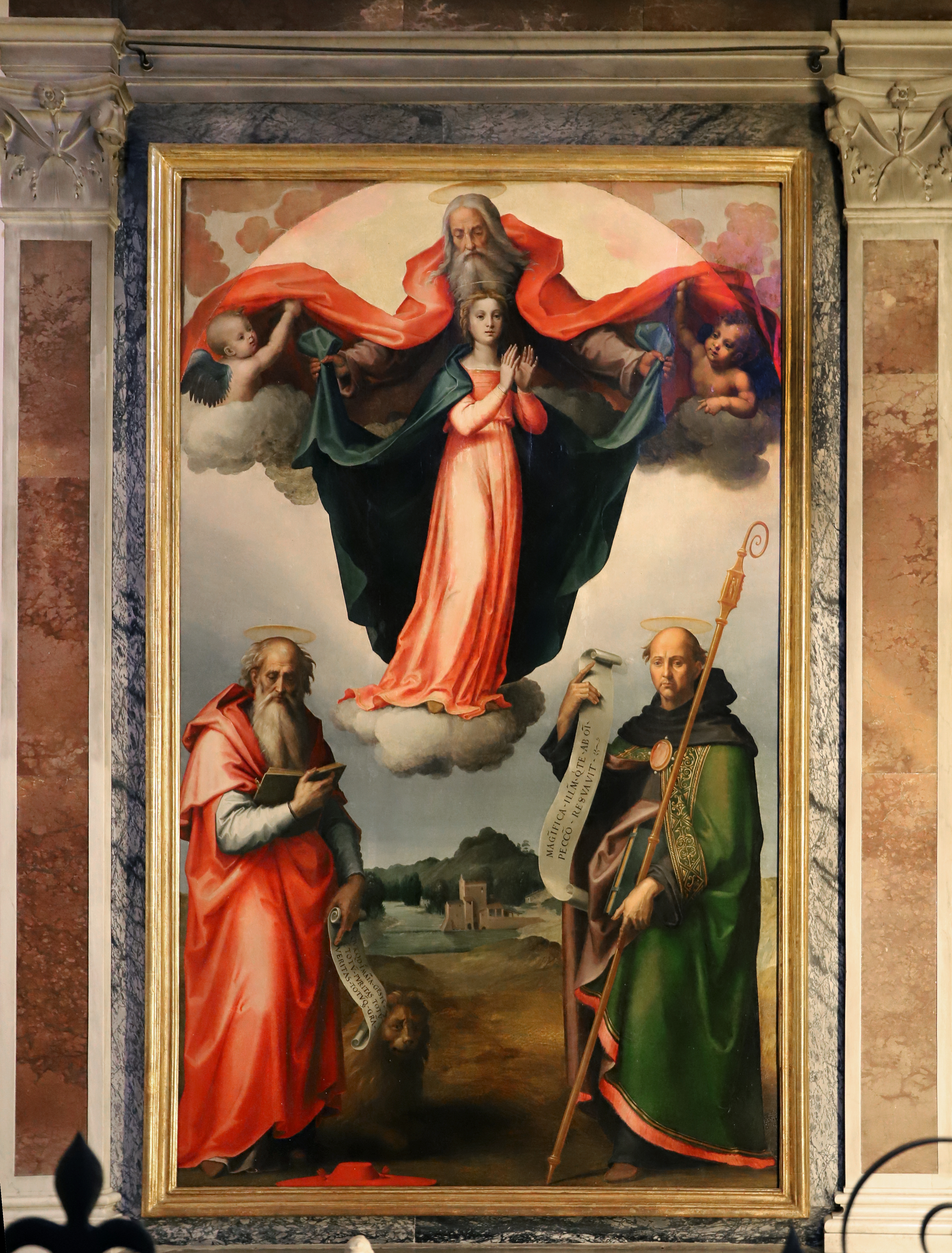
La pala del Sogliani

Tra il 1573 e il 1576 fu addossato alla facciata un loggiato a cinque fornici, le cui lunette furono in seguito affrescate dal bolognese Lorenzo Bonini con Storie francescane (1601).

### Interno
L'edificio, ad aula unica con cappelle ed altari laterali della seconda metà del Cinquecento, ospita pregevoli opere del XVI secolo.
Entrando a destra si incontra la cappella della Passione sul cui altare si trova la pala originaria del Cristo portacroce di Ottavio Vannini oggi obliterata dalla tavola raffigurante Allegoria dell'Immacolata Concezione, opera del 1596 di Jacopo Chimenti, copia di un dipinto di Giorgio Vasari; proseguendo troviamo la cappella della Visitazione con la tavola del 1480-90 della Pietà tra i santi Giovanni Evangelista, Maddalena e Francesco di Francesco Botticini. La terza cappella è dedicata, come l'altare, a sant'Antonio e conserva una statua moderna in terrocotta del santo titolare. La quarta è la cappella di santa Lucia; l'altare ligneo dedicato alla santa contiene una tela di Niccolò Tornioli con la rappresentazione del martirio della stessa (1633-1634 ca.).
Entrando a sinistra si incontra la cappella dell'Assunta con l'altare in marmo policromo e la pala Madonna in gloria tra i santi Girolamo e Ildefonso, opera del 1521 di Giovanni Antonio Sogliani. Proseguendo traviamo la cappella di San Francesco con altare in pietra dove si trova un dossale in terracotta invetriata raffigurante Madonna col Bambino e i santi Francesco e Giuliano (nella predella raffigurazioni della Pietà, San Francesco con le stimmate e San Giuliano uccide i genitori) opera di Santi e Benedetto Buglioni del 1510 circa. La terza cappella è dedicata e conserva il dipinto raffigurante la Madonna del Rosario, opera del 1585 di "maestro Simone". Nella quarta e ultima cappella, in origine dedicata a san Zanobi ma attualmente titolata al Crocifisso troviamo un Cristo in croce ligneo della fine del XVI secolo..
Sul pilastro destro del presbiterio si ammira una statua di Santa Lucia in teracotta invetriata della bottega di Giovanni della Robbia (1500 circa).
Sopra la porta d'ingresso si trova un organo in legno intagliato, stuccato e dipinto in pessimo stato di conservazione. Si tratta di uno strumento con un nucleo del 1632 di Agostino Romani, rifatto nel 1771 da Filippo e Antonio Tronci e ancora nel 1840-42 da Michelangelo e Paolo Paoli.

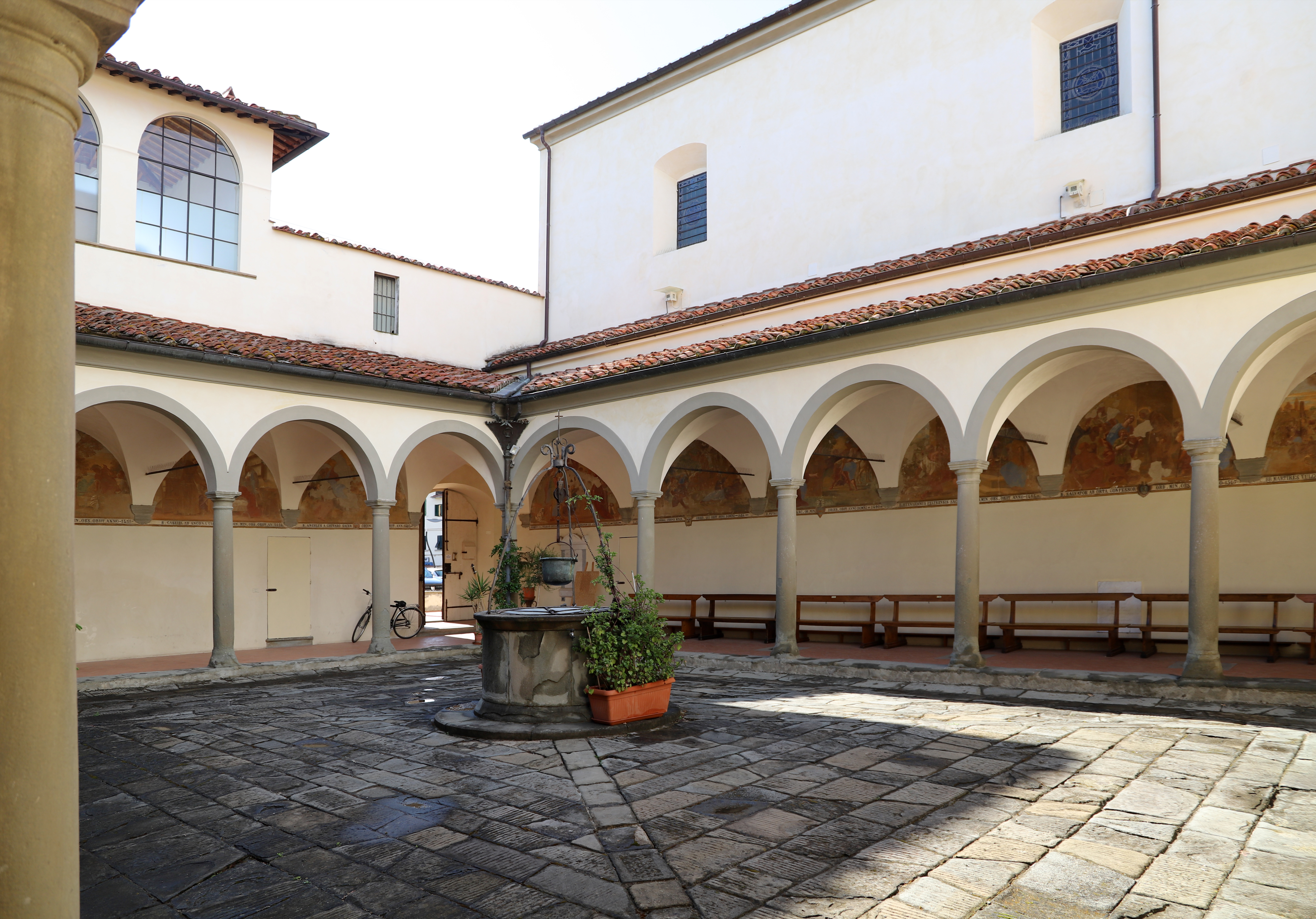
Il chiostro